# I Want It That Way
Singles de Backstreet Boys
All I Have to Give
(1998) Larger than Life
(1999)
Clip vidéo
[vidéo] « I Want It That Way », sur YouTube
I Want It That Way est une chanson du boys band américain Backstreet Boys extraite de leur troisième album studio, intitulé Millennium et sorti (aux États-Unis) le 18 mai 1999.
Avant la sortie de l'album la chanson a été publiée en single (aux États-Unis, le 12 avril). C'était le premier single tiré de cet album.
La chanson a débuté à la 72e place du Hot 100 du magazine américain Billboard pour la semaine du 24 avril 1999 et atteint la 6e place dans la semaine du 26 juin.
Au Royaume-Uni, la chanson a débuté à la 1re place du hit-parade des singles pour la semaine du 9 au 15 mai 1999. Elle a également atteint la 1re place dans plusieurs autres pays, y compris l'Allemagne, l'Autriche, la Suisse, les Pays-Bas, la Norvège, l'Australie et la Nouvelle-Zélande.
Le single apparaît dans le jeu édité par Rockstar, GTA V.
En novembre 2021, le clip-vidéo atteint le milliard de visionnages sur la plateforme YouTube.
En 2025, elle est reprise en bachata par Prince Royce sur son album Eterno.